# Wyścigowe Samochodowe Mistrzostwa Polski 2000
Sezon 2000 był czterdziestym czwartym sezonem Wyścigowych Samochodowych Mistrzostw Polski.
Sezon liczył siedem eliminacji, rozgrywanych na torach w Poznaniu (cztery razy), Brnie (tylko Puchar Alfy Romeo), Kamieniu Śląskim (dwa razy) i Kielcach.

## Punktacja
W grupie E oraz kategorii samochodów turystycznych punkty przyznawano według klucza 20-17-15-13-12-11-10-9-8-7-6-5-4-3-2-1. W Pucharze Alfy Romeo punkty przyznawano według klucza 50-40-32-26-22-20-18-16-14-12-10-8-6-4-2, przy czym podczas wyścigu w Brnie punkty przyznawano według klucza 75-60-48-36-33-30-27-24-21-18-15-12-9-6-3. W pozostałych klasach punkty przyznawano według klucza 10-6-4-3-2-1. Jeżeli eliminacja składała się ze sprintu i wyścigu głównego, to w sprintach przyznawano o połowę mniej punktów. W końcowej punktacji zawodnikom uwzględniano sześć najlepszych wyników.

## Kategorie
Samochody były podzielone na następujące grupy według regulaminu FIA:
- Grupa E – samochody formuł wyścigowych;
- Grupa H – samochody niehomologowane;
- Grupa A – samochody turystyczne, których produkcja w ciągu 12 miesięcy przekraczała 2500 egzemplarzy. Dozwolony był duży zakres przeróbek pod kątem poprawy osiągów;
- Grupa N – samochody turystyczne, których produkcja w ciągu 12 miesięcy przekraczała 2500 egzemplarzy. Modyfikowanie tych samochodów pod kątem poprawy osiągów było niemal całkowicie zabronione.

Samochody były dodatkowo podzielone na następujące klasy:
- Klasa F3-R24 – samochody Formuły 3 ze zwężką 24 mm;
- Klasa E-2000 – gr. E, poj. do 2000 cm³;
- Klasa E-1300 – gr. E, poj. do 1300 cm³;
- Klasa H+2000 – gr. H, poj. pow. 2000 cm³;
- Klasa H-2000 – gr. H, poj. do 2000 cm³;
- Klasa A-1000 – gr. A, poj. do 1000 cm³;
- Klasa N-2000 – gr. N, poj. do 2000 cm³;
- Klasa N-1400 – gr. N, poj. do 1400 cm³;
- Klasa Cinquecento Sporting i Seicento Sporting – wyłącznie samochody Fiat Cinquecento Sporting i Fiat Seicento Sporting
- Puchar Alfy Romeo – wyłącznie samochody Alfa Romeo 156 2.0.

## Zwycięzcy
Kierowcy rywalizowali w pięciu wyścigach – grupy E, samochodów turystycznych, klasy A-1000, klasy CS-1100 oraz Pucharu Alfy Romeo. Tabela przedstawia zwycięzców poszczególnych klas. Pogrubieni zawodnicy oznaczają zwycięzcę danego wyścigu.
| Data             | Tor           | Klasa                 | Wyścig | Zwycięzca (kierowcy) | Samochód                  | Zwycięzca (zespoły)                                 |
| ---------------- | ------------- | --------------------- | ------ | -------------------- | ------------------------- | --------------------------------------------------- |
| 6–7 maja         | Poznań        | grupa E               |        | Michał Gil           | Reynard 913-VW            | Automobilklub Kielecki                              |
| 6–7 maja         | Poznań        | samochody turystyczne | sprint | Andrzej Dziurka      | Audi A4 Quattro           | Alda - Automobilklub Polski                         |
| 6–7 maja         | Poznań        | samochody turystyczne | główny | Andrzej Dziurka      | Audi A4 Quattro           | Alda - Automobilklub Polski                         |
| 6–7 maja         | Poznań        | klasa H+2000          | sprint | Tadeusz Myszkier     | BMW M3 E36                | Lotos - Automobilklub Wielkopolski                  |
| 6–7 maja         | Poznań        | klasa H+2000          | główny | Tadeusz Myszkier     | BMW M3 E36                | Lotos - Automobilklub Wielkopolski                  |
| 6–7 maja         | Poznań        | klasa H-2000          | sprint | Andrzej Dziurka      | Audi A4 Quattro           | Alda - Automobilklub Polski                         |
| 6–7 maja         | Poznań        | klasa H-2000          | główny | Andrzej Dziurka      | Audi A4 Quattro           | Alda - Automobilklub Polski                         |
| 6–7 maja         | Poznań        | klasa A-1000          |        | Piotr Litwinowicz    | Fiat Cinquecento          | ACM Mari Car - Automobilklub Wielkopolski           |
| 6–7 maja         | Poznań        | klasa N-2000          | sprint | Grzegorz Kozłowski   | Honda Integra             |                                                     |
| 6–7 maja         | Poznań        | klasa N-2000          | główny | Grzegorz Kozłowski   | Honda Integra             |                                                     |
| 6–7 maja         | Poznań        | klasa CS/SS           |        | Tomasz Płaczek       | Fiat Cinquecento Sporting | Automobilklub Wielkopolski                          |
| 6–7 maja         | Poznań        | Puchar Alfy Romeo     | sprint | Artur Czyż           | Alfa Romeo 156            | Pol-Car Poznań - Automobilklub Wielkopolski         |
| 6–7 maja         | Poznań        | Puchar Alfy Romeo     | główny | Artur Czyż           | Alfa Romeo 156            | Pol-Car Poznań - Automobilklub Wielkopolski         |
| 27–28 maja       | Poznań        | grupa E               |        | Tadeusz Kłosowski    | Dallara F394-Opel         | Lotos - Automobilklub Szczeciński                   |
| 27–28 maja       | Poznań        | grupa E               |        | Tadeusz Kłosowski    | Dallara F394-Opel         | Lotos - Automobilklub Szczeciński                   |
| 27–28 maja       | Poznań        | samochody turystyczne | sprint | Tadeusz Myszkier     | BMW M3 E36                | Lotos - Automobilklub Wielkopolski                  |
| 27–28 maja       | Poznań        | samochody turystyczne | główny | Andrzej Dziurka      | Audi A4 Quattro           | Alda - Automobilklub Polski                         |
| 27–28 maja       | Poznań        | samochody turystyczne | sprint | Tadeusz Myszkier     | BMW M3 E36                | Lotos - Automobilklub Wielkopolski                  |
| 27–28 maja       | Poznań        | samochody turystyczne | główny | Tadeusz Myszkier     | BMW M3 E36                | Lotos - Automobilklub Wielkopolski                  |
| 27–28 maja       | Poznań        | klasa H+2000          | sprint | Tadeusz Myszkier     | BMW M3 E36                | Lotos - Automobilklub Wielkopolski                  |
| 27–28 maja       | Poznań        | klasa H+2000          | główny | Andrzej Dziurka      | Audi A4 Quattro           | Alda - Automobilklub Polski                         |
| 27–28 maja       | Poznań        | klasa H+2000          | sprint | Tadeusz Myszkier     | BMW M3 E36                | Lotos - Automobilklub Wielkopolski                  |
| 27–28 maja       | Poznań        | klasa H+2000          | główny | Tadeusz Myszkier     | BMW M3 E36                | Lotos - Automobilklub Wielkopolski                  |
| 27–28 maja       | Poznań        | klasa H-2000          | sprint | Maciej Stańco        | Alfa Romeo 155TS          | Alda - Automobilklub Kielecki                       |
| 27–28 maja       | Poznań        | klasa H-2000          | główny | Xawery Mielcarek     | Opel Astra GSi            | Automobilklub Wielkopolski                          |
| 27–28 maja       | Poznań        | klasa H-2000          | sprint | Xawery Mielcarek     | Opel Astra GSi            | Automobilklub Wielkopolski                          |
| 27–28 maja       | Poznań        | klasa H-2000          | główny | Xawery Mielcarek     | Opel Astra GSi            | Automobilklub Wielkopolski                          |
| 27–28 maja       | Poznań        | klasa A-1000          |        | Maciej Kaczmarek     | Fiat Cinquecento          | M plus M - Automobilklub Wielkopolski               |
| 27–28 maja       | Poznań        | klasa A-1000          |        | Maciej Kaczmarek     | Fiat Cinquecento          | M plus M - Automobilklub Wielkopolski               |
| 27–28 maja       | Poznań        | klasa N-2000          | sprint | Grzegorz Kozłowski   | Honda Integra             |                                                     |
| 27–28 maja       | Poznań        | klasa N-2000          | główny | Grzegorz Kozłowski   | Honda Integra             |                                                     |
| 27–28 maja       | Poznań        | klasa N-2000          | sprint | Grzegorz Kozłowski   | Honda Integra             |                                                     |
| 27–28 maja       | Poznań        | klasa N-2000          | główny | Grzegorz Kozłowski   | Honda Integra             |                                                     |
| 27–28 maja       | Poznań        | klasa CS/SS           |        | Kamil Zadolny        | Fiat Cinquecento Sporting | Automobilklub Polski                                |
| 27–28 maja       | Poznań        | klasa CS/SS           |        | Tomasz Płaczek       | Fiat Cinquecento Sporting | Automobilklub Wielkopolski                          |
| 27–28 maja       | Poznań        | Puchar Alfy Romeo     | sprint | Artur Czyż           | Alfa Romeo 156            | Pol-Car Poznań - Automobilklub Wielkopolski         |
| 27–28 maja       | Poznań        | Puchar Alfy Romeo     | główny | Robert Kisiel        | Alfa Romeo 156            | Autoklub Rzemieślnik Warszawa                       |
| 23–24 czerwca    | Brno          | Puchar Alfy Romeo     |        | Artur Czyż           | Alfa Romeo 156            | Pol-Car Poznań - Automobilklub Wielkopolski         |
| 5–6 sierpnia     | Kamień Śląski | grupa E               |        | Maciej Marcinkiewicz | Dallara F397-Opel         | Hołowczyc Management-Vox - Automobilklub Olsztyński |
| 5–6 sierpnia     | Kamień Śląski | samochody turystyczne | sprint | Mariusz Kostrzak     | Porsche 911 GT2           | Kostrzak Motorsport - Autoklub Rzemieślnik Warszawa |
| 5–6 sierpnia     | Kamień Śląski | samochody turystyczne | główny | Mariusz Kostrzak     | Porsche 911 GT2           | Kostrzak Motorsport - Autoklub Rzemieślnik Warszawa |
| 5–6 sierpnia     | Kamień Śląski | klasa H+2000          | sprint | Mariusz Kostrzak     | Porsche 911 GT2           | Kostrzak Motorsport - Autoklub Rzemieślnik Warszawa |
| 5–6 sierpnia     | Kamień Śląski | klasa H+2000          | główny | Mariusz Kostrzak     | Porsche 911 GT2           | Kostrzak Motorsport - Autoklub Rzemieślnik Warszawa |
| 5–6 sierpnia     | Kamień Śląski | klasa H-2000          | sprint | Maciej Stańco        | Alfa Romeo 155TS          | Alda - Automobilklub Kielecki                       |
| 5–6 sierpnia     | Kamień Śląski | klasa H-2000          | główny | Xawery Mielcarek     | Opel Astra GSi            | Automobilklub Wielkopolski                          |
| 5–6 sierpnia     | Kamień Śląski | klasa A-1000          |        | Mirosław Gąsecki     | Fiat Cinquecento          | Automobilklub Orski                                 |
| 5–6 sierpnia     | Kamień Śląski | klasa CS/SS           |        | Maciej Garstecki     | Fiat Cinquecento Sporting | Pol-Car Poznań - Automobilklub Wielkopolski         |
| 5–6 sierpnia     | Kamień Śląski | Puchar Alfy Romeo     | sprint | Artur Czyż           | Alfa Romeo 156            | Pol-Car Poznań - Automobilklub Wielkopolski         |
| 5–6 sierpnia     | Kamień Śląski | Puchar Alfy Romeo     | główny | Rafał Podolski       | Alfa Romeo 156            | Viamot Ltd. - Automobilklub Kielecki                |
| 26–27 sierpnia   | Kamień Śląski | grupa E               |        | Tadeusz Kłosowski    | Dallara F394-Opel         | Lotos - Automobilklub Szczeciński                   |
| 26–27 sierpnia   | Kamień Śląski | samochody turystyczne | sprint | Andrzej Dziurka      | Audi A4 Quattro           | Alda - Automobilklub Polski                         |
| 26–27 sierpnia   | Kamień Śląski | samochody turystyczne | główny | Andrzej Dziurka      | Audi A4 Quattro           | Alda - Automobilklub Polski                         |
| 26–27 sierpnia   | Kamień Śląski | klasa H+2000          | sprint | Andrzej Dziurka      | Audi A4 Quattro           | Alda - Automobilklub Polski                         |
| 26–27 sierpnia   | Kamień Śląski | klasa H+2000          | główny | Andrzej Dziurka      | Audi A4 Quattro           | Alda - Automobilklub Polski                         |
| 26–27 sierpnia   | Kamień Śląski | klasa H-2000          | sprint | Tomasz Wywiał        | Honda Integra Type-R      | Automobilklub Częstochowski                         |
| 26–27 sierpnia   | Kamień Śląski | klasa H-2000          | główny | Tomasz Wywiał        | Honda Integra Type-R      | Automobilklub Częstochowski                         |
| 26–27 sierpnia   | Kamień Śląski | klasa A-1000          |        | Mirosław Gąsecki     | Fiat Cinquecento          | Automobilklub Orski                                 |
| 26–27 sierpnia   | Kamień Śląski | klasa CS/SS           |        | Tomasz Płaczek       | Fiat Cinquecento Sporting | Automobilklub Wielkopolski                          |
| 26–27 sierpnia   | Kamień Śląski | Puchar Alfy Romeo     | sprint | Artur Czyż           | Alfa Romeo 156            | Pol-Car Poznań - Automobilklub Wielkopolski         |
| 26–27 sierpnia   | Kamień Śląski | Puchar Alfy Romeo     | główny | Artur Czyż           | Alfa Romeo 156            | Pol-Car Poznań - Automobilklub Wielkopolski         |
| 16–17 września   | Poznań        | grupa E               |        | Hanus Lim            | Dallara F398-Opel         |                                                     |
| 16–17 września   | Poznań        | samochody turystyczne | sprint | Andrzej Dziurka      | Audi A4 Quattro           | Alda - Automobilklub Polski                         |
| 16–17 września   | Poznań        | samochody turystyczne | główny | Andrzej Dziurka      | Audi A4 Quattro           | Alda - Automobilklub Polski                         |
| 16–17 września   | Poznań        | klasa H+2000          | sprint | Andrzej Dziurka      | Audi A4 Quattro           | Alda - Automobilklub Polski                         |
| 16–17 września   | Poznań        | klasa H+2000          | główny | Andrzej Dziurka      | Audi A4 Quattro           | Alda - Automobilklub Polski                         |
| 16–17 września   | Poznań        | klasa H-2000          | sprint | Maciej Stańco        | Alfa Romeo 155TS          | Alda - Automobilklub Kielecki                       |
| 16–17 września   | Poznań        | klasa H-2000          | główny | Maciej Stańco        | Alfa Romeo 155TS          | Alda - Automobilklub Kielecki                       |
| 16–17 września   | Poznań        | klasa A-1000          |        | Maciej Kaczmarek     | Fiat Cinquecento          | M plus M - Automobilklub Wielkopolski               |
| 16–17 września   | Poznań        | klasa N-2000          | sprint | Tomasz Płaczek       | Fiat Cinquecento          | Automobilklub Wielkopolski                          |
| 16–17 września   | Poznań        | klasa N-2000          | główny | Tomasz Płaczek       | Fiat Cinquecento          | Automobilklub Wielkopolski                          |
| 16–17 września   | Poznań        | klasa CS/SS           |        | Maciej Garstecki     | Fiat Cinquecento Sporting | Pol-Car Poznań - Automobilklub Wielkopolski         |
| 16–17 września   | Poznań        | Puchar Alfy Romeo     | sprint | Sebastian Mielcarek  | Alfa Romeo 156            | Pol-Car Poznań - Automobilklub Wielkopolski         |
| 16–17 września   | Poznań        | Puchar Alfy Romeo     | główny | Artur Czyż           | Alfa Romeo 156            | Pol-Car Poznań - Automobilklub Wielkopolski         |
| 7–8 października | Kielce        | grupa E               |        | Tadeusz Kłosowski    | Dallara F394-Opel         | Lotos - Automobilklub Szczeciński                   |
| 7–8 października | Kielce        | samochody turystyczne | sprint | Mariusz Kostrzak     | Porsche 911 GT2           | Kostrzak Motorsport - Autoklub Rzemieślnik Warszawa |
| 7–8 października | Kielce        | samochody turystyczne | główny | Andrzej Dziurka      | Audi A4 Quattro           | Alda - Automobilklub Polski                         |
| 7–8 października | Kielce        | klasa H+2000          | sprint | Mariusz Kostrzak     | Porsche 911 GT2           | Kostrzak Motorsport - Autoklub Rzemieślnik Warszawa |
| 7–8 października | Kielce        | klasa H+2000          | główny | Andrzej Dziurka      | Audi A4 Quattro           | Alda - Automobilklub Polski                         |
| 7–8 października | Kielce        | klasa H-2000          | sprint | Maciej Stańco        | Alfa Romeo 155TS          | Alda - Automobilklub Kielecki                       |
| 7–8 października | Kielce        | klasa H-2000          | główny | Maciej Stańco        | Alfa Romeo 155TS          | Alda - Automobilklub Kielecki                       |
| 7–8 października | Kielce        | klasa A-1000          |        | Michał Szerla        | Fiat Cinquecento          | Vital - Automobilklub Krakowski                     |
| 7–8 października | Kielce        | klasa N-2000          | sprint | Jarosław Paja        | Renault Mégane            | Automobilklub Kielecki                              |
| 7–8 października | Kielce        | klasa N-2000          | główny | Jarosław Paja        | Renault Mégane            | Automobilklub Kielecki                              |
| 7–8 października | Kielce        | klasa CS/SS           |        | Maciej Garstecki     | Fiat Cinquecento Sporting | Pol-Car Poznań - Automobilklub Wielkopolski         |
| 7–8 października | Kielce        | Puchar Alfy Romeo     | sprint | Robert Kisiel        | Alfa Romeo 156            | Autoklub Rzemieślnik Warszawa                       |
| 7–8 października | Kielce        | Puchar Alfy Romeo     | główny | Robert Kisiel        | Alfa Romeo 156            | Autoklub Rzemieślnik Warszawa                       |

## Mistrzowie
| Klasa                 | Kierowca           | Samochód                  | Zespół                                      |
| --------------------- | ------------------ | ------------------------- | ------------------------------------------- |
| grupa E               | Michał Gil         | Reynard 913-VW            | Automobilklub Kielecki                      |
| samochody turystyczne | Andrzej Dziurka    | Audi A4 Quattro           | Alda - Automobilklub Polski                 |
| klasa H+2000          | Tadeusz Myszkier   | BMW M3 E36                | Lotos - Automobilklub Wielkopolski          |
| klasa H-2000          | Xawery Mielcarek   | Opel Astra GSi            | Automobilklub Wielkopolski                  |
| klasa A-1000          | Maciej Kaczmarek   | Fiat Cinquecento          | M plus M - Automobilklub Wielkopolski       |
| klasa N-2000          | Grzegorz Kozłowski | Honda Integra             |                                             |
| klasa CS/SS           | Tomasz Płaczek     | Fiat Cinquecento Sporting | Automobilklub Wielkopolski                  |
| Puchar Alfy Romeo     | Artur Czyż         | Alfa Romeo 156            | Pol-Car Poznań - Automobilklub Wielkopolski |